# Braç de ferro esportiu
El braç de ferro esportiu és un esport. Aquesta pràctica ha estat estructurada com a disciplina esportiva en els anys 1960, als Estats Units, per Bob o'Leary. Aquest tipus de joc tradicional i prova de força centrat en el braó ja existia, essent anomenat (fer un) torcebraç, tirar a un punyet (o fer un punyet), tirar una maneta o rodar clau. S'utilitza el terme de ferrista per a designar una persona practicant d'aquest esport.